# Јуџи Сугано
Јуџи Сугано (јап. 菅野 裕二; 14. април 1961) бивши је јапански фудбалер.

## Каријера
Током каријере играо је за Нагоја Грампус.

## Репрезентација
За репрезентацију Јапана дебитовао је 1988. године.

## Статистика
| Јапан  | Јапан | Јапан |
| Год.   | Ута.  | Гол.  |
| ------ | ----- | ----- |
| 1988   | 1     | 0     |
| Укупно | 1     | 0     |